# Mythimna conigera
Mythimna conigera es una polilla de la familia Noctuidae. Se encuentra en Europa.
La envergadura es de 30 a 35 mm. La polilla vuela de junio a julio dependiendo de la ubicación.
Las larvas se alimentan de diferentes gramíneas, incluyendo Dactylis glomerata y Elymus repens.